# لله‌لو (خداآفرین)
لله‌لو یکی از روستاهای استان آذربایجان شرقی است که در دهستان بسطاملو بخش مرکزی شهرستان خداآفرین واقع شده‌است.